# Sociedade Brasileira de Ciência do Solo
A Sociedade Brasileira de Ciência do Solo (SBCS) é uma entidade civil e científica que objetiva promover o conhecimento da Ciência do Solo no Brasil. Foi fundada em 1947 e atualmente está sediada na Universidade Federal de Viçosa.
A Sociedade edita a Revista Brasileira de Ciência do Solo, que teve o primeiro número lançado em 1977.
Atualmente, a SBCS promove os seguintes eventos nacionais: o Congresso Brasileiro de Ciência do Solo (CBCS), a Reunião Brasileira de Fertilidade do Solo e Nutrição de Plantas (Fertbio), a Reunião Brasileira de Manejo e Conservação do Solo e da Água (RBMCSA), o Simpósio Brasileiro de Educação em Solos (SBES) e a Reunião de Correlação e Classificação de Solos (RCC).
A história da Sociedade Brasileira de Ciência do Solo (SBCS) remonta à IV Conferência Interamericana de Agricultura realizada em Caracas (1945), onde foi reconhecida a necessidade da criação de uma Sociedade Interamericana de Ciência do Solo, cuja consolidação deveria ocorrer com a criação das Sociedades Nacionais de Ciência do Solo. A partir deste reconhecimento e com um número considerável de profissionais atuando na área de solos, alguns participantes do 2º Congresso Panamericano de Minas e Geologia, realizado em 1946 em Petrópolis, RJ, defendiam a necessidade de agrupar as pesquisas e os pesquisadores do assunto a partir de encontros científicos mais específicos. Esta ideia foi amplamente discutida no 5º Congresso Brasileiro de Química, realizado em Porto Alegre, RS, em fevereiro de 1947, onde foi fixada uma nova reunião para criação da Sociedade Brasileira de Ciência do Solo. Esta reunião foi realizada no Rio de Janeiro, RJ, entre os dias 6 e 20 de outubro de 1947 e, ao final da reunião, na sala de Conferências do Instituto de Química Agrícola (atual CNPS – Embrapa-Solos do Jardim Botânico), a primeira Assembleia Geral aprovava a criação da SBCS.